# Woodsia calcarea
Woodsia calcarea là một loài dương xỉ trong họ Woodsiaceae. Loài này được Shmakov mô tả khoa học đầu tiên năm 1930.
Danh pháp khoa học của loài này chưa được làm sáng tỏ. 